# Provinz Lumbini
Die Provinz Lumbini (Nepali लुम्बिनी प्रदेश IAST Lumbinī Pradeś) ist eine der sieben Provinzen in Nepal, die die Rolle der föderalen Glieder im Bundesstaat Nepal einnehmen. Die Provinz wurde durch die Verfassung vom 20. September 2015 geschaffen, die Nepal in einen Bundesstaat umwandelte.
Die Provinz trug ursprünglich die Nummer 5, da die Verfassung vorsieht, dass die neu zu wählenden Provinzparlamente den Namen und den Hauptsitz der Provinz festlegen sollen. 2020 entschied das Provinzparlament, dass die Provinz den Namen Lumbini tragen soll und Deukhuri das Verwaltungszentrum ist. Die Provinz Lumbini ist nach der heiligen Pilgerstätte Lumbini im Distrikt Rupandehi benannt, dem Geburtsort von Siddhartha Gautama – dem Begründer des Buddhismus.

## Bevölkerung
Im Jahr 2011 hatte Lumbini bei der Volkszählung eine Bevölkerung von 4.499.272 mit 885.203 Haushalten. Die am häufigesten gesprochene Sprache ist Nepali (51 %) gefolgt von Tharu (13 %), Bhojpuri (11 %), Awadhi (11 %), Urdu (5 %), Magar (5 %) und Maithili (1 %). Hindus machen 89 % der Bevölkerung aus, gefolgt von Muslimen mit 7 % und Buddhisten mit 3 %.

## Geographie
Die Provinz ist die viertbevölkerungsreichste Provinz Nepals und flächenmäßig die drittgrößte Provinz. Lumbini grenzt im Norden an die Provinz Gandaki und die Provinz Karnali, im Westen an die Provinz Sudurpashchim und im Süden an Uttar Pradesh und Bihar in Indien. Lumbini ist eine der beiden nepalesischen Provinzen, die nur eine internationale Grenze zu Indien haben. Die Hauptstadt von Lumbini, Deukhuri, liegt in der Nähe des geographischen Zentrums der Provinz; es ist eine kleine Stadt, die derzeit entwickelt wird, um die Voraussetzung für eine Provinzhauptstadt zu erfüllen. Die wichtigsten Städte in dieser Provinz sind Butwal und Siddharthanagar im Distrikt Rupandehi, Nepalganj im Distrikt Banke, Tansen im Distrikt Palpa sowie Ghorahi und Tulsipur im Distrikt Dang Deukhuri.
Die Provinz ist im Norden von Hügeln und im Süden von der Gangesebene umgeben. Die östliche Grenze wird durch den Kali Gandaki Fluss gebildet. Die Provinz Lumbini besteht hauptsächlich aus der Ebene Terai, Hügeln und Tälern. Flussgebiete wie der Karnali, der East Rapti, der Babai, der Gandaki und der Tinau sind zuverlässige Wasserquellen und bieten auch potenzielle Möglichkeiten zur Wasserkrafterzeugung und Bewässerung in den flussabwärts gelegenen Gebieten. Die Hälfte der Provinz ist bewaldet, 29 % des Landes sind Ackerland und 14 % des Landes werden für Wohnzwecke genutzt.
Lumbini hat ein feuchtes subtropisches Klima und erlebt vier Jahreszeiten. Auf den Winter im Januar und Februar folgt der Sommer zwischen März und Mai und die Monsunzeit zwischen Juni und September.

## Verwaltungsgliederung
Die Provinz unterteilt sich in die folgenden Distrikte:
- Arghakhanchi
- Banke
- Bardiya
- Dang Deukhuri
- Gulmi
- Kapilbastu
- Nawalparasi (Bardaghat Susta West)
- Palpa
- Pyuthan
- Rolpa
- Rukum (östlicher Teil)
- Rupandehi